# XenForo
XenForo ist eine in der Skriptsprache PHP geschriebene Softwarelösung für Webforen. Entwickelt wird XenForo seit 2010 von ehemaligen Chefentwicklern der vBulletin-Forensoftware.

## Geschichte
XenForo wurde im Juli 2010 von den ehemaligen vBulletin-Entwicklern Kier Darby und Mike Sullivan ins Leben gerufen. Bereits Ende Juli 2010 präsentierten sie die erste Alpha-Version ihrer neuen Forensoftware. Verkaufsstart für die neue Forensoftware war am 5. Oktober 2010. Seit dem 7. November 2010 steht auch ein deutsches Sprachpaket zur Verfügung. Die erste stabile Version von XenForo wurde am 8. März 2011 veröffentlicht.

### Entstehung
Einer der Entwickler von XenForo, Kier Darby, diente ursprünglich als Hauptentwickler für die Community-Plattform vBulletin. Der ursprüngliche Besitzer der Software, Jelsoft, wurde von dem amerikanischen Medien-Unternehmen Internet Brands im Jahr 2007 aufgekauft. Es kam zu Meinungsverschiedenheiten zwischen den führenden Entwicklern und dem neuen Management über die nächste Hauptversion von vBulletin 4.0.
Während das Team eine komplette Neufassung der Plattform programmieren wollte, bestand Internet Brands darauf, die Entwicklung auf dem vorhandenen Code fortzusetzen. Diese internen Konflikte führten dazu, dass die meisten der vBulletin-Entwickler die Zusammenarbeit mit Internet Brands im Jahre 2009 beendeten.
Aus ehemaligen vBulletin-Entwicklern wurde ein neues Team gegründet. Es begann die Arbeit an einer neuen Plattform, die unter dem Namen XenForo bekannt ist.